# Алмалы (Ескельдинский район)
Алмалы (каз. Алмалы, до 199? г. — Алмалинка) — село в Ескельдинском районе Жетысуской области Казахстана. Входит в состав Конырского сельского округа. Находится примерно в 24 км к северу от посёлка Карабулак. Код КАТО — 196449200.

## Население
В 1999 году население села составляло 57 человек (30 мужчин и 27 женщин). По данным переписи 2009 года, в селе проживали 53 человека (28 мужчин и 25 женщин).